# نيورو إمبالس أكتشويتور
نيورو إمبالس أكتشويتور (بالإنجليزية: Neural Impulse Actuator)‏ أي المشغل على ذبذبات الأعصاب هو جهاز وضعته شركة أو سي زد تكنولوجيز (بالإنجليزية: OCZ Technology)‏ وهو أول جهاز من نوعه يباع عالميا للمستخدم العادي، ويستخدم الكمون الحيوي من جبهت الإنسان للتفاعل مع الحاسوب. وبصفة عامة، يعتبر هذا الجهاز من تكنلوجيا واجهات العصبية وواجهات الدماغية الحايوبية. وإن تسميته تشير إلى أن الإشارة الحيوية تأتي من نشاط خلايا الأعصاب، ولكن في الحقيقة ما يظهر على المجس هو مزيج من الأنشطة الكهربائي للعضلات والجلد والأعصاب من جهاز عصبي ودي وجهاز عصبي نظير الودي مستخلص في الكمون الحيوي بدلا من الإشارات العصبية البحتة. وإن هذا الكمون الحيوي يتم تفكيكه إلى مجموعة ترددات مختلفة من الإشارات الكهربائية. وبعض هذه الترددات المعزولة تشكل الموجات الدماغية ألفا والموجات الدماغية بتا وإشارات Electromyogram ووإشارات Electrooculogram للعين. وباستخدام ثلاثة إلكترودات متباعدة، يمكن قياس إشارات مختلفة من الدماغ والتميز بين النصف الأيمن والنصف الأيسر من الدماغ. ويمكن في وقت لاحق قياس الترددات الكهربائية العضلية لعضلات العين الخارجية والترددات الكهربائية للشبكيةعن طريق قياس الجهد الكهربائي بين Neural Retina والجزئ الخلفي من Retinal pigment epithelium.
النسخة الحالية من هذا الجهاز تستخدم ألياف الكربون محقونة في بلاستيك ليّن الذي يستعمل كقاعدة لرأس الإلكترود، ويؤمن استشعارا أحسن من الإلكترودات التقلدية التي تستعمل كلوريد الفضة AgCl بمشبك لتسخير الأسلاك.
وقد تم إدخال هذا الجهاز إلى الأسواق من قبل شركة أو سي زد تكنولوجيز باعتبارها جهاز للألعاب ولكن أنجز بالاشتراك مع الدكتور أندرو جونكر، الذي أنشاء هذه التكنولوجيا للاستخدامات الطبية. وإن الميزة الرئيسية استخدامه بدلا من فأرة الحاسوب فهي تخفض رد الفعل الإنسان من 200 ميلي ثانية لضغط مفتاح الفأرة باليد إلى 150-80 ميلي ثانية باستخدام حركة الجفن في الوجه أو ما شابه ذلك لضغط مفتاح الفأرة. وبالإضافة، يمكن تقسيم قنوات متعددة لعدة مناطق في الرأس، وكل منطقة لكل قناة يمكن أن تكون مفتاحا من لوحة المفاتيح الرئيسية. وكل ضغطة مفتاح يمكن تحديدها لوظيفة معينة، بما في ضغط مفتاح مرة واحدة، وكبت المفتاح، وتكرير وغيرها التي تحوي على ليونة عالية في تحديد خصائصها في الحاسوب. بالإضافة، يمكن لنفس الحركة العامودية أن تضغط مفاتيح متعددة في أي وقت من الأوقات مثل «ص» و«مفتاح المسافة» للقفز إلى الأمام.
وبدأت في الآونة الأخيرة إنتاجها بكثاف، وتم عرض النسخة النهائية لهذا الجهاز في معرض سيبت في هانوفر ألمانيا لعام 2008. والسعر المتوقع لها 159$.